# 穿过180度经纬线的拥抱
《穿过180度经纬线的拥抱》（羅馬化：Sen Longitude Thee 180 Ongsa Lak Phan Rao）是由新型制作公司「Miti Art Media」制作的首部作品，朋拉维·凯普拉帕功（Pond）、米提隆·班栓（Nike）以及凯塞利亚·麦克托什（Mam）领先主演，2022年8月14日起每周日晚11时15分通过One 31播出，2022年8月15日起在GagaOOLala释出的泰国同志剧集。剧情主要讲述了复杂世代之间，年龄跨度大的同性叔侄恋与三角关系的故事，反映了爱情、人际关系等课题。

## 剧情简介
Sasiwimol是一位非常成功的女性导演。她和十几岁的儿子Wang的关系就如亲密的朋友般。当她发现Wang正与她差不多大的男性，二十多年未见的老朋友兼初恋Inthawut正在交往时，她会怎么做？

## 演员阵容

### 主要演员
- 朋拉维·凯普拉帕功（Pond）饰演 Wang

Sasiwimol的儿子。
- 米提隆·班栓（Nike）饰演 Inthawut（In）

Sasiwimol二十多年未见的老朋友。
- 凯塞利亚·麦克托什（英语：Kathaleeya McIntosh）（Mam）饰演 Sasiwimol

成功的女性导演，Wang的妈妈。

### 其他演员
- Raywat Peanpojjananarth（Pug）饰演 Sangkham
- 塔梅斯·桑帕凯特（Thames）

即将前往越南创业，与Sasiwimol的关系似乎不如表面上那么简单

## 劇集迴響

### 泰國電視收視率
- 收視最低的集數以藍色表示，收視最高的集數以紅色表示，而空格則表示該集的收視沒有相關數據。

| 集數 No.   | 播放日期      | 播放時段 (UTC+07:00) | 平均收視率 | 來源   |
| ---------- | ------------- | -------------------- | ---------- | ------ |
| 1          | 2022年8月14日 | 星期日 23:15         | 0.077      | [ 5 ]  |
| 2          | 2022年8月21日 | 星期日 23:15         | 0.049      | [ 6 ]  |
| 3          | 2022年8月28日 | 星期日 23:15         | 0.148      | [ 7 ]  |
| 4          | 2022年9月4日  | 星期日 23:15         | 0.121      | [ 8 ]  |
| 5          | 2022年9月11日 | 星期日 23:15         | 0.122      | [ 9 ]  |
| 6          | 2022年9月18日 | 星期日 23:15         | 不適用     | 不適用 |
| 7          | 2022年9月25日 | 星期日 23:15         | 不適用     | 不適用 |
| 8          | 2022年10月2日 | 星期日 23:15         | 不適用     | 不適用 |
| 平均收視率 | 平均收視率    | 平均收視率           | 0.103      | 1      |

^1  基於每集的平均觀眾份額。